# Актинобактерии
Актинобактериите (Actinobacteria) са група грам-положителни бактерии с характерно високо съдържание на гуанин и цитозин в своята ДНК. Те се срещат както на сушата така и във водни басейни. Актинобактериите са едни от доминиращите семейства бактерии, а към тях принадлежи и много големия род Streptomyces. За определяне на филогенетичното дърво на Actinobacteria се използва анализ на глутамин синтетазната последователност.
Някои представители са патогени и предизвикват заболявания (напр. Mycobacteriaceae, микобактерии), а други се използват от човек за добив на антибиотици като стрептомицин, хлоромицетин и др. Актиномицети са постоянни обитатели на червата на земните червеи, термитите и на много безгръбначни. При хората живеят в устата, червата, дихателните пътища, кожата, зъбите, сливиците.
Срещат се най-често в почвата. Там те играят важна роля при разлагането на органичните вещества, като например целулоза и хитин, като по този начин участват в цикъла на органична материя и въглеродния цикъл. Това води до увеличаване на запасите от хранителни вещества в почвата, което е важно за формирането на хумус.
Някои актинобактерии имат форма на разклонени нишки, подобни на мицел. Поради това, те първоначално са били класифицирани като представители на царство Гъби и са наречени актиномицети. Повечето видове са аероби, но някои от тях, например Actinomyces israelii, може да съществуват в анаеробни условия.